# Kōfu (Yamanashi)
Kōfu (甲府市 Kōfu-shi?) es la ciudad capital de la prefectura de Yamanashi, en el centro de Japón. Tiene una población estimada, en septiembre de 2021, de 186 562 habitantes.
El nombre de la ciudad significa "capital de la provincia de Kai". Durante la era Sengoku, fue el bastión de Takeda Shingen.
En esta ciudad nació el exfutbolista Hidetoshi Nakata, quien fue uno de los primeros jugadores japoneses en abrir el camino en el fútbol europeo. Jugó en equipos como Perugia, AS Roma y Parma, además de ser líder en su selección en varias copas del mundo.

## Clima
Kofu tiene un clima subtropical húmedo (Cfa).
| Parámetros climáticos promedio de Kōfu, Yamanashi (1981～2010) | Parámetros climáticos promedio de Kōfu, Yamanashi (1981～2010) | Parámetros climáticos promedio de Kōfu, Yamanashi (1981～2010) | Parámetros climáticos promedio de Kōfu, Yamanashi (1981～2010) | Parámetros climáticos promedio de Kōfu, Yamanashi (1981～2010) | Parámetros climáticos promedio de Kōfu, Yamanashi (1981～2010) | Parámetros climáticos promedio de Kōfu, Yamanashi (1981～2010) | Parámetros climáticos promedio de Kōfu, Yamanashi (1981～2010) | Parámetros climáticos promedio de Kōfu, Yamanashi (1981～2010) | Parámetros climáticos promedio de Kōfu, Yamanashi (1981～2010) | Parámetros climáticos promedio de Kōfu, Yamanashi (1981～2010) | Parámetros climáticos promedio de Kōfu, Yamanashi (1981～2010) | Parámetros climáticos promedio de Kōfu, Yamanashi (1981～2010) | Parámetros climáticos promedio de Kōfu, Yamanashi (1981～2010) |
| Mes                                                            | Ene.                                                           | Feb.                                                           | Mar.                                                           | Abr.                                                           | May.                                                           | Jun.                                                           | Jul.                                                           | Ago.                                                           | Sep.                                                           | Oct.                                                           | Nov.                                                           | Dic.                                                           | Anual                                                          |
| -------------------------------------------------------------- | -------------------------------------------------------------- | -------------------------------------------------------------- | -------------------------------------------------------------- | -------------------------------------------------------------- | -------------------------------------------------------------- | -------------------------------------------------------------- | -------------------------------------------------------------- | -------------------------------------------------------------- | -------------------------------------------------------------- | -------------------------------------------------------------- | -------------------------------------------------------------- | -------------------------------------------------------------- | -------------------------------------------------------------- |
| Temp. máx. abs. (°C)                                           | 20.2                                                           | 25.4                                                           | 28.8                                                           | 33.1                                                           | 34.3                                                           | 38.1                                                           | 40.4                                                           | 39.8                                                           | 38.0                                                           | 33.8                                                           | 29.6                                                           | 24.9                                                           | 40.4                                                           |
| Temp. máx. media (°C)                                          | 8.8                                                            | 10.3                                                           | 14.2                                                           | 20.4                                                           | 24.6                                                           | 27.3                                                           | 30.9                                                           | 32.5                                                           | 28.0                                                           | 21.9                                                           | 16.4                                                           | 11.2                                                           | 20.5                                                           |
| Temp. media (°C)                                               | 2.8                                                            | 4.3                                                            | 8.0                                                            | 13.8                                                           | 18.3                                                           | 21.9                                                           | 25.5                                                           | 26.6                                                           | 22.8                                                           | 16.5                                                           | 10.4                                                           | 5.0                                                            | 14.7                                                           |
| Temp. mín. media (°C)                                          | -2.4                                                           | -1.0                                                           | 2.7                                                            | 8.3                                                            | 13.3                                                           | 17.9                                                           | 21.8                                                           | 22.8                                                           | 19.1                                                           | 12.3                                                           | 5.5                                                            | -0.2                                                           | 10.0                                                           |
| Temp. mín. abs. (°C)                                           | -19.5                                                          | -17.2                                                          | -11.4                                                          | -4.6                                                           | -0.6                                                           | 5.4                                                            | 12.6                                                           | 13.2                                                           | 6.0                                                            | -1.8                                                           | -6.0                                                           | -11.7                                                          | -19.5                                                          |
| Precipitación total (mm)                                       | 40.2                                                           | 46.1                                                           | 87.9                                                           | 77.7                                                           | 86.3                                                           | 122.5                                                          | 132.6                                                          | 149.5                                                          | 180.3                                                          | 125.2                                                          | 54.9                                                           | 32.1                                                           | 1135.3                                                         |
| Nevadas (cm)                                                   | 13                                                             | 10                                                             | 4                                                              | 0                                                              | 0                                                              | 0                                                              | 0                                                              | 0                                                              | 0                                                              | 0                                                              | 0                                                              | 1                                                              | 28                                                             |
| Días de precipitaciones (≥ 0.5 mm)                             | 4.9                                                            | 5.7                                                            | 9.8                                                            | 8.9                                                            | 9.7                                                            | 12.1                                                           | 12.5                                                           | 10.1                                                           | 11.2                                                           | 9.4                                                            | 6.3                                                            | 4.2                                                            | 104.8                                                          |
| Días de nevadas (≥ 1 mm)                                       | 4.5                                                            | 3.1                                                            | 0.9                                                            | 0.1                                                            | 0.0                                                            | 0.0                                                            | 0.0                                                            | 0.0                                                            | 0.0                                                            | 0.0                                                            | 0.0                                                            | 0.6                                                            | 9.2                                                            |
| Horas de sol                                                   | 204.8                                                          | 189.9                                                          | 198.7                                                          | 202.0                                                          | 196.3                                                          | 148.9                                                          | 164.1                                                          | 197.3                                                          | 142.2                                                          | 160.9                                                          | 176.6                                                          | 201.3                                                          | 2183                                                           |
| Humedad relativa (%)                                           | 57                                                             | 54                                                             | 56                                                             | 58                                                             | 64                                                             | 71                                                             | 73                                                             | 71                                                             | 72                                                             | 71                                                             | 68                                                             | 61                                                             | 64.7                                                           |
| Fuente n.º 1: Japan Meteorological Agency                      |                                                                |                                                                |                                                                |                                                                |                                                                |                                                                |                                                                |                                                                |                                                                |                                                                |                                                                |                                                                |                                                                |
| Fuente n.º 2: Japan Meteorological Agency (records)            |                                                                |                                                                |                                                                |                                                                |                                                                |                                                                |                                                                |                                                                |                                                                |                                                                |                                                                |                                                                |                                                                |

## Ciudades hermanadas
- Cheongju, Corea del Sur.
- Chengdu, República Popular de China.
- Des Moines, Iowa, Estados Unidos de América.
- Lodi, California, Estados Unidos de América.
- Pau, Francia.
- Yamatokoriyama, Prefectura de Nara, Japón.